# Frieren - Oltre la fine del viaggio
Frieren - Oltre la fine del viaggio (葬送のフリーレン?, Sōsō no Furīren) è un manga scritto da Kanehito Yamada e disegnato da Tsukasa Abe, serializzato sulla rivista Weekly Shōnen Sunday di Shōgakukan a partire dal 28 aprile 2020. A marzo 2021, Frieren aveva oltre 2 milioni di copie in circolazione. Nello stesso anno ha vinto il 14° Manga Taishō.
Un adattamento anime prodotto da Madhouse è stato trasmesso in Giappone dal 29 settembre 2023 al 22 marzo 2024. Una seconda stagione è prevista per gennaio 2026.

## Trama
La storia inizia con il trionfale ritorno nella capitale da parte di un gruppo di avventurieri, che, dopo dieci anni di peripezie, hanno finalmente sconfitto il Re Demone e salvato l'umanità. Il gruppo di eroi è composto dal paladino umano Himmel, dal guerriero nanico Eisen, dal chierico umano Heiter e dalla longeva maga elfa Frieren. Prima di separarsi definitivamente, ammirano insieme l'Era Meteors, una pioggia di meteoriti che si verifica una volta ogni cinquant'anni. Frieren accetta di rivederli in futuro e propone loro di condurli in un posto migliore per osservare l'evento celeste la prossima volta che si sarebbe verificato; il gruppo si congeda e la maga intraprende un viaggio per il mondo alla ricerca di nuovi incantesimi da imparare.
Cinquant'anni dopo, Frieren torna nella capitale, trovando la città cambiata e i suoi ex compagni molto invecchiati. Dopo aver visto per l'ultima volta la pioggia di meteoriti insieme ai compagni, Himmel muore di vecchiaia. Durante i solenni funerali, Frieren è tormentata dal senso di colpa per non aver mai cercato di conoscerlo meglio.
Vent'anni dopo, Frieren si ricongiunge per qualche tempo con Heiter, che, ormai in punto di morte, le affida il compito di prendersi cura di Fern, una bambina orfana che era stata adottata dal chierico, e di insegnarle la magia. Qualche anno dopo, in seguito ad un breve incontro con Eisen, che affida loro il suo allievo Stark, Frieren e Fern partono alla volta del Paradiso, un luogo nel quale riposano le anime dei defunti, allo scopo di rivedere Himmel, al quale l'elfa vuole finalmente esprimere i suoi sentimenti.

## Media

### Manga
Frieren - Oltre la fine del viaggio è scritto da Kanehito Yamada e disegnato da Tsukasa Abe. La serie è iniziata il 28 aprile 2020 ed è pubblicata a cadenza settimanale sulla rivista Weekly Shōnen Sunday di Shōgakukan. Il primo volume in formato tankōbon è stato pubblicato il 18 agosto 2020 e al 18 marzo 2025 ne sono stati messi in vendita in tutto quattordici.
L'edizione italiana è pubblicata da Edizioni BD sotto l'etichetta J-Pop dal 13 ottobre 2021. La traduzione dei testi è curata da Matteo Cremaschi, mentre il lettering è realizzato da Mauro Saieva.

### Anime

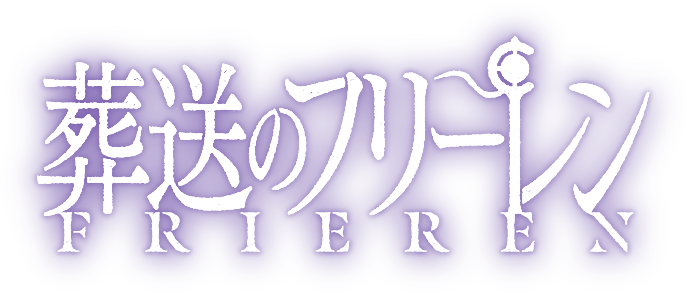
Logo della serie

Nel settembre 2022 è stato annunciato sulla copertina del nono volume giapponese del manga che la serie riceverà un adattamento anime. Il 29 giugno 2023 è uscito il trailer della serie che annuncia l'inizio della serie per il 29 settembre 2023, con un primo episodio speciale della durata di due ore, composto dall'unione dei primi quattro episodi della serie. La serie è stata trasmessa su Nippon TV all'interno del contenitore Kin'yō Road Show fino alla sua conclusione avvenuta il 22 marzo 2024.
La serie è prodotta dallo studio Madhouse e diretta da Keiichiro Saito, con Tomohiro Suzuki che si occupa della sceneggiatura e Reiko Nagasawa al character design. La colonna sonora è composta da Evan Call. La serie è stata trasmessa in due cour consecutivi. La sigla di apertura è Yūsha (勇者? lett. "Eroe") degli Yoasobi, mentre quella di chiusura è Anytime Anywhere di Milet. La cantante ha anche eseguito Bliss, la sigla finale del primo episodio. I diritti per lo streaming della serie al di fuori dell'Asia sono stati acquistati da Crunchyroll, mentre quelli per il sud-est asiatico da Muse Communication. Il doppiaggio italiano è stato pubblicato su Crunchyroll dal 3 novembre 2023 al 19 aprile 2024. I primi quattro episodi doppiati in italiano sono stati presentati in anteprima il giorno prima al Lucca Comics & Games 2023. Il doppiaggio italiano è curato dalla CDR di Roma sotto la direzione di Elisabetta Bianchi. L'adattamento dei dialoghi dell'edizione italiana è stato effettuato da Chantal Amadei.
Il 28 settembre 2024 viene annunciata la produzione della seconda stagione che è prevista per gennaio 2026.

#### Episodi
| Nº | Titolo italiano Giapponese 「Kanji」 - Rōmaji | In onda           | In onda          |
| Nº | Titolo italiano Giapponese 「Kanji」 - Rōmaji | Giapponese        | Italiano         |
| 1  | La fine dell'avventura 「冒険の終わり」 - Bōken no owari | 29 settembre 2023 | 3 novembre 2023  |
| 1  | Al termine di un'avventura durata dieci anni, l'eroe Himmel, il guerriero Eisen, il sacerdote Heiter e la maga Frieren fanno ritorno alla capitale dopo aver sconfitto il Re Demone che soggiogava l'umanità. Quella sera i quattro eroi assistono a una pioggia di meteore che avviene ogni cinquant'anni e si preparano a vivere una nuova era di pace. La compagnia degli eroi si scoglie e ognuno prosegue la propria vita. Frieren, essendo un'elfa e quindi potendo godere di una vita molto longeva, dopo cinquant'anni non è invecchiata come i suoi amici e li va a cercare per compiere un ultimo viaggio assieme a vedere la pioggia di meteore in un luogo dov'è più in vista. Di lì a poco, Himmel muore di vecchiaia. Vent'anni dopo, Frieren si trova nei pressi della città santa di Strahl e passa a trovare Heiter. L'ormai anziano sacerdote le chiede di prendersi cura della sua assistente Fern e di decifrare un antico grimorio che tratta di incantesimi sulla risurrezione e sull'immortalità, sperando di prolungare solo di poco la sua vita terrena. |                   |                  |
| 2  | Non doveva per forza essere la magia 「別に魔法じゃなくたって…」 - Betsuni mahō janakutatte... | 29 settembre 2023 | 3 novembre 2023  |
| 2  | Per quattro anni Frieren si stabilisce a casa di Heiter tentando di decifrare il grimorio, e nel frattempo insegnando a Fern come migliorare la sua magia. Quando Heiter si avvicina alla sua dipartita, Frieren finisce in fretta di interpretare gli incantesimi del libro, ma fra questi non ve n'è alcuno inerente alla risurrezione o all'immortalità. Heiter ne era già al corrente e le confessa che il grimorio era solo un pretesto per farle crescere Fern e poterla a questo punto prendere sotto la sua ala. Due anni dopo la morte di Heiter, Frieren e Fern giungono nel distretto di Turk, dove la compagnia di Himmel salvò un villaggio che in seguito gli dedicò una statua, quest'ultima però viene ricordata e ripulita solo da una donna anziana, delusa dalla mancata riconoscenza dei suoi compaesani. Frieren usa uno dei tanti piccoli incantesimi imparati di recente per togliere la ruggine e rimettere a nuovo la statua, dopodiché cerca per diversi mesi con Fern i fiori di luna blu, provenienti dal paese natio dell'eroe e considerati estinti, da poter piantare intorno alla statua. |                   |                  |
| 3  | La magia che uccide 「人を殺す魔法」 - Hito o korosu mahō | 29 settembre 2023 | 3 novembre 2023  |
| 3  | Frieren e Fern procedono il loro viaggio attraverso la città di Warm. Frieren ordina alla sua apprendista di fare delle compere mentre lei sembra intenzionata ad acquistare altri prodotti più frivoli, così Fern decide di pedinarla. A fine giornata però, Fern scopre che Frieren voleva solo farle dei regali per il suo compleanno, e il fatto che inizi ad interessarsi a lei la rallegra molto. Le due maghe giungono in un villaggio della foresta di Größe, ove ottant'anni addietro la stessa Frieren sigillò Qual, il demone della corruzione sottoposto del Re Demone, in quanto il suo incantesimo d'attacco Zoltraak era troppo potente. Ogni anno fino alla sua morte, l'eroe Himmel era venuto al villaggio per sincerarsi che il sigillo fosse in buono stato, e come aveva predetto, Frieren è tornata prima che il sigillo si sciogliesse. In quel lasso di tempo, l'incantesimo mortale di Qual è stato studiato a fondo ed è stata ideata una magia difensiva efficace, quindi Frieren con l'aiuto di Fern, scioglie il sigillo del demone per eliminarlo una volta per tutte. |                   |                  |
| 4  | La terra dove giacciono le anime 「魂の眠る地」 - tamashī no nemuru chi | 29 settembre 2023 | 3 novembre 2023  |
| 4  | Presso lo stretto di Granz, Frieren e Fern ripuliscono la spiaggia dai rifiuti portati dalla corrente in tempo per il Capodanno. Quel giorno, Fern aiuta la sua maestra, abituata ad alzarsi tardi, a svegliarsi prestissimo per farle vedere finalmente la prima alba dell'anno, come ha sempre desiderato Himmel ma senza mai riuscire a convincerla. Frieren e Fern passano a trovare Eisen nel distretto di Bredt, che chiede loro una mano per ritrovare le memorie della maga Flamme. Secondo le lettere di Heiter dovrebbero trovarsi nel bacino di Voll sotto un grande albero, e dopo alcune ricerche Frieren rintraccia l'albero piantato dalla stessa Flamme quando le faceva da maestra mille anni addietro. Sotto l'albero è rimasta protetta la casa di Flamme, con al suo interno lo scritto delle sue memorie che parla di un posto chiamato Aureóle, in cui è possibile incontrare le anime dei defunti. Eisen è consapevole che Frieren vuole ancora conoscere meglio Himmel e rimpiange di non averlo fatto mentre era in vita, quindi la sprona a mettersi in viaggio verso Aureóle andando a Ende, al nord del continente, ripercorrendo la strada fatta con i suoi compagni per raggiungere il castello del Re Demone. |                   |                  |
| 5  | Il fantasma del defunto 「死者の幻影」 - Shisha no gen'ei | 6 ottobre 2023    | 3 novembre 2023  |
| 5  | Frieren e Fern iniziano ad incamminarsi verso il nord per arrivare ad Aureole, e si trovano a dover attraversare un passo dove si sono verificate diverse sparizioni degli abitanti del vicino distretto di Wille. Il responsabile è un mostro Einsam, che fa apparire dei fantasmi di persone care ai passanti per avvicinarli e poi rapirli. Le due maghe finiscono nella medesima trappola, ma siccome Frieren l'ha già sperimentata, sa bene come eliminare il mostro e non perde tempo. Più avanti, alla gola di Riegel, Frieren scopre nel nido di un drago un grimorio di cui vorrebbe impossessarsi, anche se non è di grande valore, ma per sconfiggere il drago avrebbe bisogno di un aiutante più agile di Fern. Si ricorda allora che Eisen le aveva indicato Stark, attualmente un suo apprendista risiedente nel villaggio limitrofo alla gola, come possibile avanguardia del suo gruppo. Frieren va da lui per ingaggiarlo e gli chiede di aiutarla ad uccidere il drago. Il ragazzo in passato difese il villaggio dal drago e da allora tutti gli abitanti gli sono grati e lo venerano, ma in realtà non fece assolutamente nulla e il drago da quel momento se ne resta quieto per una pura coincidenza. Stark però non è soddisfatto di questa situazione e vorrebbe uccidere il drago per poter lasciare il villaggio, ma ha troppa paura di agire e aspetta una notte per dare una risposta a Frieren.                                                    |                   |                  |
| 6  | L'eroe del villaggio 「村の英雄」 - Mura no eiyū | 13 ottobre 2023   | 10 novembre 2023 |
| 6  | Fern va a trovare Stark quella notte e, vedendo il risultato dei suoi allenamenti, si convince che malgrado sembri un ragazzo codardo ha la determinazione necessaria per portare a termine gli obiettivi che si prefigge. La mattina seguente, come da accordi, Stark si impegna a distrarre il drago per mezzo minuto in attesa che Frieren scagli il colpo di grazia, ma quest'ultima invece resta a guardare. In quel lasso di tempo, come Frieren si aspettava, Stark è riuscito ad uccidere il drago solo con le sue mani e grazie a questo inizia ad ottenere un po' di autostima. Stark decide di lasciare il villaggio e partire insieme a Frieren e Fern. Il gruppo arriva alla città fortificata di Waal ed è costretto a fermarsi là, perché la barriera che dà accesso alle terre del nord è stata chiusa per proteggersi dai mostri del Re Demone, che hanno ripreso a portare sterminio. Secondo alcune voci, non sarà possibile attraversare la barriera prima di due anni, e Fern è terrorizzata dall'idea di un'altra lunga permanenza a cui Frieren non si opporrebbe, ma è felice di sapere che anche Stark vorrebbe come lei ripartire il prima possibile. In men che non si dica, il ciambellano scopre che Frieren si trova nella sua città e le spalanca le porte della barriera per consentirle di passare, convinto che voglia intraprendere una spedizione punitiva contro i mostri.                                                                  |                   |                  |
| 7  | Sembra il personaggio di una fiaba 「おとぎ話のようなもの」 - Otogibanashi no yō na mono | 20 ottobre 2023   | 17 novembre 2023 |
| 7  | Il gruppo di Frieren è entrato nelle province settentrionali. Dopo aver liberato la via Eng dai detriti di una montagna che hanno ostruito la strada in seguito a una battaglia tra demoni, un anziano signore li accompagna al suo villaggio dove quella sera si festeggia la vittoria della compagnia dell'eroe, che più di ottant'anni addietro liberò il villaggio dalla prigionia di un demone. Giunti nel dominio del conte Granat, Frieren percepisce la presenza di demoni e si prepara ad affrontarli, ma le guardie cittadine la fermano e la imprigionano per ordine del conte. I tre demoni presenti in quella città, Gliugna, Lini e Drat, sono messaggeri di pace di Aura la ghigliottina, uno dei sette saggi della distruzione sottoposti al Re Demone, che venne sconfitta dalla compagnia dell'eroe. Malgrado ciò, dopo la morte di Himmel, Aura tornò a combattere e la città stipulò una pace con le sue truppe, che dura tutt'oggi. Frieren è l'unica a credere impossibile una convivenza o una comunicazione sincera con i demoni, che fanno uso delle parole solo per ingannare le loro vittime umane, e Drat scende nelle segrete dove Frieren è imprigionata per eliminarla. |                   |                  |
| 8  | Frieren la funesta 「葬送のフリーレン」 - Sōsō no Furīren | 27 ottobre 2023   | 24 novembre 2023 |
| 8  | Frieren sconfigge facilmente Drat, ma si vede costretta ad abbandonare la città senza avvertire il conte per non venire incolpata dell'uccisione di una guardia nei sotterranei. Nel frattempo il conte si accorge dell'evasione di Frieren e della scomparsa di Drat, quindi chiede spiegazioni a Gliugna che, messo alle strette, passa all'azione e fa prigioniero il conte. Prima di andarsene, Frieren incontra Fern e Stark che si stanno recando al castello e infonde loro coraggio. I due si intrufolano quella notte stessa per uccidere i due demoni rimasti; Stark entra nella stanza dove il conte è tenuto prigioniero e attira Gliugna e Lini. Dopo essere stato attaccato, interviene Fern che stende al muro Gliugna creando così un'occasione per fuggire. Intanto Frieren si trova nuovamente al cospetto di Aura, che con il suo esercito sta aspettando che i suoi tre messaggeri costringano il conte ad abbassare la barriera magica. |                   |                  |
| 9  | Aura la ghigliottina 「断頭台のアウラ」 - Dantōdai no Aura | 3 novembre 2023   | 1º dicembre 2023 |
| 9  | Fern e Stark portano il conte in un monastero e, dopo aver ascoltato il suo racconto sull'ultimo attacco di Aura alla città avvenuto ottant'anni fa, lo lasciano alle cure dei monaci. Stark intende andare a cercare Frieren per chiederle di tornare in città ad uccidere i demoni – ora che il conte è al corrente della verità sull'uccisione della guardia – mentre Fern evacuerà gli abitanti, ma prima che riescano ad attuare il loro piano vengono sorpresi dai due demoni. Gliugna attacca Fern, solidificando il sangue che aveva lasciato sui vestiti dei due apprendisti, ma non riesce a competere con la rapidità della ragazza e viene sconfitto. Anche Lini, che combatte contro Stark imitando le sue tecniche, ovvero quelle del suo maestro Heisen, viene uccisa dal ragazzo. Frieren libera dal controllo di Aura le armature che lei le manda contro, non facendole esplodere come in passato (un metodo disapprovato da Himmel) ma liberandole pacificamente, anche se la tecnica è molto più onerosa. |                   |                  |
| 10 | Una maga molto più forte 「強い魔法使い」 - Tsuyoi mahōtsukai | 10 novembre 2023  | 8 dicembre 2023  |
| 10 | Frieren affronta faccia a faccia Aura la ghigliottina che, certa della propria superiorità rispetto alla maga, decide di soppesare il proprio potere magico sulla sua bilancia dell'obbedienza insieme a quello di Frieren. Si scopre che l'elfa, in realtà, stava occultando quasi completamente la sua quantità di potere magico, ingannando così Aura. Questa tecnica per raggirare i demoni le è stata insegnata dalla maestra Flamme, incontrata tanto tempo prima dopo la distruzione del villaggio di Frieren da parte di un generale del Re Demone. Flamme spiega a Frieren che celare il proprio potere magico è un'ottima mossa per ingannare ogni tipo di avversario, in particolare i demoni che non contemplano nemmeno questa possibilità considerando l'aura magica emessa indice del proprio status. In questo modo Frieren vince lo scontro con Aura uccidendola con la sua stessa magia. |                   |                  |
| 11 | L'inverno delle province settentrionali 「北側諸国の冬」 - Kitagawa shokoku no fuyu | 17 novembre 2023  | 15 dicembre 2023 |
| 11 | Frieren, Fern e Stark ripartono in viaggio nelle province settentrionali. Frieren deve conseguire un nuovo certificato che attesta il suo massimo livello di conoscenza della magia perché l'attestato che possiede è troppo antiquato, così decidono di fermarsi all'istituto della città di Außerst, che si trova sulla strada per Ende. Tuttavia, durante il viaggio i tre si imbattono in una bufera di neve che li costringe a fermarsi in un rifugio ai piedi dei monti Schwer, condiviso con un monaco elfo di nome Kraft devoto al culto della Dea. Trascorrono insieme l'inverno, poi ciascuno riparte per le rispettive strade. Il monaco fa tornare in mente a Frieren un episodio del sua viaggio nella compagnia dell'eroe Himmel quando Heiter, devoto allo stesso culto del monaco e sempre attento agli altri, fece ricostruire un orfanotrofio ricordando il proprio passato da orfano. |                   |                  |
| 12 | Un autentico eroe 「本物の勇者」 - Honmono no yūsha | 24 novembre 2023  | 22 dicembre 2023 |
| 12 | Frieren e i suoi compagni arrivano nel villaggio che ha il compito di proteggere la Spada dell'Eroe che, secondo le leggende, può essere estratta dalla roccia dove si trova solamente dall'eroe in grado di salvare il mondo dalle catastrofi. Frieren, Fern e Stark affrontano i mostri che si sono radunati intorno alla spada poiché è il dovere dell'elfa nei confronti del villaggio. Frieren racconta che in realtà la spada, a dispetto di ciò che dicono i racconti, non è mai stata estratta da Himmel che quindi decide di affrontare il Re Demone nonostante sia quindi un eroe "fasullo". Ripartiti in viaggio, la compagnia si ferma in un villaggio vicino. Lì Fern decide di cercare insieme a Stark un regalo per il compleanno del ragazzo. Stark racconta che non aveva mai ricevuto un regalo per il compleanno da nessuno, eccetto che un hamburger cucinato dal fratello, guerriero valoroso e premuroso nei confronti del fratellino, tanto da rimanere ad affrontare un demone che aveva attaccato il loro villaggio per far scappare Stark. |                   |                  |
| 13 | Non mi piacciono quelli come me 「同族嫌悪」 - Dōzoku ken'o | 1º dicembre 2023  | 5 gennaio 2024   |
| 13 | Frieren salva un prete in pericolo in un bosco. La compagnia riparte, però Stark viene morso da un serpente velenoso, ma né Frieren né Fern sono brave in magia di guarigione, così decidono di tornare nel villaggio del prete per chiedere aiuto. L'uomo, di nome Sein, cura il ragazzo con facilità grazie alle sue straordinarie doti mediche. Frieren, su richiesta di Fern e Stark che vorrebbero un guaritore nella compagnia, decide di chiedere a Sein di unirsi a loro, ma l'uomo rifiuta ripetutamente. L'elfa non si dà per vinta e fa leva sul desiderio irrealizzato del prete di diventare un avventuriero e sul rimpianto per non essere partito in viaggio insieme all'amico. Alla fine Frieren lo convince e Sein si unisce al gruppo per partire alla ricerca del vecchio amico, mai più tornato dal suo viaggio. |                   |                  |
| 14 | Il privilegio dei giovani 「若者の特権」 - Wakamono no tokken | 8 dicembre 2023   | 12 gennaio 2024  |
| 14 | Il viaggio continua. Stark, con iniziali difficoltà, decide di chiedere a Fern di scegliere insieme a lui un regalo per il compleanno della ragazza. La giovane maga, inoltre, decide di aprirsi con Sein, data la grande somiglianza con Heiser, che le consiglia di scusarsi con Stark per i modi duri con cui lo aveva trattato. La compagnia riparte trovando un passaggio sul carro di un mercante della zona. Però, durante il tragitto, vengono attaccati da un mostro che li solleva in volo. Frieren riesce a salvare tutti, tuttavia il carro viene parzialmente distrutto, quindi gli avventurieri decidono di aiutare a ripararlo. L'elfa, grazie ad un incantesimo offertole dal mercante, riesce a ritrovare l'anello che le aveva regalato Himmel. Il gioiello, con il fiore di loto, rappresenta l'amore eterno provato dall'eroe nei confronti di Frieren. |                   |                  |
| 15 | Odore di scocciatura 「厄介事の匂い」 - Yakkaigoto no nioi | 15 dicembre 2023  | 19 gennaio 2024  |
| 15 | Il gruppo di avventurieri si imbatte in un villaggio colpito da una maledizione che fa cadere le vittime addormentate. Sein, essendo un religioso, è l'unico della compagnia in grado di curare la maledizione; infatti vengono chiamate maledizioni magie delle quali gli umani non riescono a comprenderne i principi, ma affrontabili con la Magia della Dea, magia altrettanto misteriosa, posseduta solo da poche persone, in particolare dai religiosi. Sein riesce a individuare la fonte della maledizione, ma nel frattempo ne cadono vittime Frieren, Fern e Strak. Il prete riesce a risvegliare per un momento l'elfa che ne approfitta per colpire e distruggere la pianta che originava il maleficio salvando tutti gli abitanti del villaggio. Presso il villaggio di Vorig Strak viene trovato e portato da un nobile di un'importante casata alla propria corte. Lì viene ingaggiato per fingersi, durante un ballo di corte, il figlio maggiore del nobile deceduto in guerra. Strak passa alcuni mesi a studiare per impersonare al meglio il ragazzo. Anche a Fern viene insegnato come comportarsi a corte per accompagnare Strak al ballo. Concluso l'incarico il nobile offre a Strak il proprio palazzo come casa a cui tornare dopo la fine del sua viaggio con Frieren. |                   |                  |
| 16 | Un amico di vecchia data 「長寿友達」 - Chōju tomodachi | 22 dicembre 2023  | 26 gennaio 2024  |
| 16 | Frieren decide di andare a far visita a un vecchio amico, il nano chiamato Vecchio Fohl. Trascorrono insieme una settimana nella quale si aiutano a vicenda a far riemergere i ricordi ormai lontani delle loro lunghe vite. Dopo il viaggio ricomincia e Sein racconta che l'amico che sta cercando si fa chiamare Gorilla il Guerriero, mentre lui era soprannominato Padre Pizzetto. In un villaggio che incontrano, Sein trova una persona che si ricorda di aver conosciuto un certo Gorilla il Guerriero e lo manda da un'anziana signora con cui il ragazzo aveva fatto amicizia. La signora decide di dire loro ciò che sa sull'amico del prete a patto che la compagnia porti a termine alcuni compiti, tra i quali, la pulizia della statua di due eroi dimenticati che Sein e Gorilla il Guerriero avevano preso come esempio. La vecchia signora, alla fine, decide di dire che l'amico del prete si era incamminato verso Tür, dalla parte opposta rispetto alla direzione della compagnia di Frieren. |                   |                  |
| 17 | Allora, statemi bene 「じゃあ元気で」 - Jā genki de | 5 gennaio 2024    | 2 febbraio 2024  |
| 17 | La compagnia viene bloccata nel villaggio dove si trova da una forte bufera di neve. Durante quel periodo Sein decide che, non appena il clima lo permetterà, si separerà da Frieren, Fern e Strak per continuare la ricerca del suo amico. Prima di separarsi, però, il prete è costretto a risolvere, come già tante altre volte in precedenza, un litigio fra Strak e Fern. Passata la bufera Sein saluta i compagni e continua per la propria strada. In seguito Fern si ammala, ma fortunatamente Frieren, possedendo un grimorio con le Sacre Scritture, è in grado di guarirla. Nonostante questo, l’elfa deve comunque accudire Fern che però è un po’ infastidita dal essere trattata ancora come una bambina. Questo fa ragionare Frieren sul proprio passato quando lei stessa si era ammalata nella compagnia dell’eroe Himmel e anche sulla velocità con cui, a suo parere, è cresciuta Fern. |                   |                  |
| 18 | L'esame per maghi di prima classe 「一級魔法使い選抜試験」 - Ikkyū mahōtsukai senbatsu shiken | 12 gennaio 2024   | 9 febbraio 2024  |
| 18 | Arrivati ad Außerst Frieren, Fern e Stark si informano sulle modalità per accedere all'esame che si terrà da lì a due mesi per il certificato di mago di prima classe. Nonostante i requisiti richiedano un certificato di quinta classe o superiore (di cui l'elfa è sprovvista), vedendo l'antico riconoscimento da maga posseduto da Frieren, viene lasciata partecipare insieme a Fern. Gli aspiranti maghi di prima classe, tra i quali anche il comandante del Battaglione Nord, vengono divisi in squadre. Frienen, nella squadra due, si trova ad affrontare la prima prova con Klasse e Lawine, due amiche che però finiscono quasi sempre per litigare. Per passare alla prova successiva, occorre arrivare fino alla fine con la squadra al completo e catturare un piccolo uccellino chiamato Stille che però è altamente sensibile al potere magico e coriaceo e può raggiungere velocità superiori a quelle del suono. La prova si prospetta molto difficile per le tre ragazze. |                   |                  |
| 19 | Un piano elaborato 「入念な計画」 - Nyūnen na keikaku | 19 gennaio 2024   | 16 febbraio 2024 |
| 19 | Frieren elabora un piano per catturare lo Stille: Lawine congela con la propria magia il principale bacino d'acqua della zona, mentre Klasse infonde in tutte le altre possibili fonti d'acqua il proprio potere magico così da renderle minacciose per gli Stille. In questo modo gli uccelli si raduneranno nell'unica sorgente d'acqua rimasta incontaminata. Lì si apposta Frieren celando il proprio potere magico e catturando alla fine lo Stille. Purtroppo il gruppo dell'elfa attira l'attenzione della squadra formata da Laufen, Richter e Denken, anziano mago in cerca di potere. Nel frattempo Fern e i suoi compagni si scontrano con la squadra di Wirbel. |                   |                  |
| 20 | Ho sempre ucciso quando necessario 「必要な殺し」 - Hitsuyō na koroshi | 26 gennaio 2024   | 23 febbraio 2024 |
| 20 | Lo scontro fra la squadra di Wirbel e quella di Fern si conclude con la vittoria di quest'ultima e dei suoi compagni che grazie a osservazione, inganno e tecnica, sconfiggono gli avversari. Fern vince contro Ehre sopraffacendola con semplici magie d'attacco, Land sconfigge Scharf usando un proprio clone per colpirlo alle spalle, mentre Wirbel, pur avendo catturato Übel con la speciale magia che può attivare solo con lo sguardo, alla fine la lascia andare con lo Stille credendo alla bugia di Fern che afferma di aver ucciso la sua compagna. Nonostante ciò, alla fine Wirbel, che si arruolò nell'esercito solo per mantenere una promessa fatta da piccolo alla bambina che gli piaceva, riesce comunque a catturare un altro Stillee che incontra sulla propria strada. Nel frattempo Laufen ruba lo Stillee a Frieren che, insieme a Klasse e Lawine, si trova ad affrontare Richter e Denken. L'elfa scopre che diventare mago di prima classe è così tanto ambito perché Serie, maga leggendaria incontrata in precedenza da Frieren, ha promesso di donare dei poteri misteriosi e speciali a chi riuscirà ad ottenere quel titolo. |                   |                  |
| 21 | Il mondo della magia 「魔法の世界」 - Mahō no sekai | 2 febbraio 2024   | 1º marzo 2024    |
| 21 | Frieren ricorda che, quando ancora era allieva di Flamme, incontrò Serie che le offrì di donarle la magia che più desiderava. L'elfa rifiutò perché secondo lei, come anche secondo Denken, l'essenza di essere maghi sta nella ricerca di nuove magie. Questa risposta fa pensare alla maga Flamme che la sua allieva sarà in grado di sconfiggere il Re Demone, a differenza di lei e di Serie, troppo abituate alla guerra. Lo scontro continua con Frieren che affronta e sconfigge Denken utilizzando magie di base. Klasse e Lawine si trovano in difficoltà con Richter combattendo in un luogo privo di acqua. Frieren, però, riesce a spezzare la barriera che circonda il luogo della prova facendo entrare così la pioggia e permettendo alle ragazze di vincere. L'elfa riesce a riprendersi lo Stille minacciando Denken. Alla fine, nonostante tutto, la squadra di Richter, Laufen e Denken riesce a catturare uno Stielle, diventando così una delle sei squadre che passa la prima prova. |                   |                  |
| 22 | Dalla prossima saremo avversarie 「次からは敵同士」 - Tsugi kara wa katakidōshi | 9 febbraio 2024   | 8 marzo 2024     |
| 22 | Prima della seconda prova, tenuta da una maga di prima classe le cui ultime quattro prove non sono state superate da nessuno, vengono dati ai partecipanti due giorni di riposo. In questo tempo gli aspiranti maghi di prima classe ne approfittano per fare conoscenza. Übel, essendo in grado di utilizzare le magie altrui solo se prova empatia verso di loro, cerca di conoscere meglio Land. Denken, Richter e Laufen vanno mangiare insieme in una locanda dove il vecchio mago era stato tanto tempo prima con sua moglie. In quella stessa taverna, dove tanto tempo prima era stata anche Frieren con la compagnia dell'eroe Himmel, vanno anche Übel con Land e l'elfa con Stark e Fern per cercare di far tornare il buon umore a quest'ultima. Wirbel e Scharf arruolano Stark per andare a uccidere un mostro, facendo così amicizia. Inoltre Frieren, parlando con Klasse e Lawine che la vanno a trovare per ringraziarla dell'aiuto dato, ricorda le parola di Himmel che affermava che per farsi ricordare basta cambiare anche di poco la vita degli altri. |                   |                  |
| 23 | Espugnare un dungeon 「迷宮攻略」 - Danjon kōryaku | 16 febbraio 2024  | 15 marzo 2024    |
| 23 | La seconda prova consiste nell'arrivare nella parte più profonda del dungeon inesplorate delle Rovine Reali. In caso di pericolo viene data da Sense, l'esaminatrice, un'ampolla contenente un golem da liberare per farsi riportare all'esterno. Questa soluzione, però, causa la bocciatura. Denken propone di formare un unico gruppo per esplorare il dungeon, ma tutti si rifiutano tranne due ragazze. Sense decide di seguire Frieren e Fern perché crede che loro possano superare la prova. L'elfa si orienta molto bene dentro la struttura perché ha molta esperienza dato che a Himmel piaceva esplorare dungeon. In una pausa Fern racconta di continuare il percorso di maga nonostante le manchi la passione perché la fa stare bene vedere Frieren felice. Le squadre affrontano vari tipi di prove pericolose, addirittura si trovano a dover combattere contro delle copie dei partecipanti create con la magia che ne assumono aspetto, magia, tecnica e carattere. Denken e i suoi quattro compagni rimasti affrontano la copia di Frieren. |                   |                  |
| 24 | Delle riproduzioni perfette 「完璧な複製体」 - Kanpeki na fukuseitai | 23 febbraio 2024  | 22 marzo 2024    |
| 24 | Si scopre che le copie, che anche molti altri partecipanti sono costretti ad affrontare, sono create con la magia da un demone di nome Spiegel che si trova dentro al dungeon. Queste copie replicano in ogni dettaglio la persona, ma non sanno parlare e sono sprovviste di un'anima. I gruppi si trovano chi più chi meno in difficoltà contro questi avversari. Particolarmente difficile è affrontare la copia di Frieren. Fortunatamente l'elfa e Fern, dopo aver scoperto un bassorilievo in una camera nascosta, si ricongiungono a Denken, Laufen Richter e Methode, bloccati dalla finta Frieren. Insieme capiscono che per vincere ci vogliono solo fortuna e, soprattutto, forza, così Fern decide di provare ad affrontare la copia della propria maestra. |                   |                  |
| 25 | Il difetto fatale 「致命的な隙」 - Chimeiteki na suki | 1º marzo 2024     | 29 marzo 2024    |
| 25 | Frieren, rivivendo con un pizzico di nostalgia i momenti nei dungeon insieme alla compagnia dell'eroe Himmel, si impegna insieme agli altri partecipanti a trovare una strategia per sconfiggere la propria copia ed evitare che quelle degli altri maghi si riuniscano nell'anticamera della sala del tesoro decretando la sconfitta dei maghi. La svolta fondamentale per l'elaborazione della strategia sta nella condivisione delle informazioni possedute dai maghi. Avendo capito il punto debole di Frieren da sfruttare a proprio vantaggio, ovvero il fatto che sotto attacco per un istante l'elfa non è in grado di percepire il potere magico, la vera maga e Fern decidono di entrare nella sala ad affrontare la copia. Nel frattempo gli altri hanno il compito di evitare che le copie rimanenti si riuniscano. Intanto Frieren ricorda quando era andata a dare alla maga Serie il testamento di Flamme dove chiedeva di portare avanti il sogno per cui tanto aveva lottato: la diffusione dell'apprendimento della magia a tutti. Serie si rifiuta trovando orrenda l'idea dell'allieva "allevata per capriccio" credendo che la magia vada posseduta e utilizzata sola da un'elite scelta. Conversando, Frieren e Serie, capiscono che in futuro gli umani diventeranno sempre più forti apprendendo la magia, tanto da superare addirittura gli elfi. |                   |                  |
| 26 | L'apice della magia 「魔法の高み」 - Mahō no takami | 8 marzo 2024      | 5 aprile 2024    |
| 26 | Mentre Frieren e Fern combattono contro la copia dell'elfa, gli altri partecipanti decidono, sulla base dei punti deboli e di forza delle copie con chi e contro chi combattere. Lawine e Richter, dopo aver sconfitto le riproduzioni di Klasse e Lawine, vengono attaccati alle spalle dalla finta Sense costringendoli, a causa delle ferite, a ritirarsi dall'esame. Troppo tardi arriva Übel che, senza alcun problema sconfigge Sense tagliandole i capelli. La magia di taglio della ragazza, infatti, si basa sulla sua capacità di immaginare o meno che il bersaglio (in questo caso capelli) possa essere tagliato. Infatti, tempo prima la ragazza uccise l'esaminatore di un precedente esame nonostante fosse protetto da una difesa assoluta, prorpio perché la difesa consisteva in un mantello, cosa che la ragazza immaginava semplice da tagliare. Intanto Fern riesce a colpire la copia di Frieren amputandole entrambe le braccia. L'avversaria, però, attacca la maga con una magia che la ragazza non riesce a percepire spezzandole così il bastone donatole da Heiter. Infine la vera Frieren approfitta di un breve momento di distrazione per sconfiggere definitivamente la copia. Le due maghe, arrivate nella sala finale, nascondiglio del demone Spiegel, lo uccidono, facendo così scomparire tutte le copie. Sense dichiara a tutti i partecipanti arrivati in fondo al dungeon di aver superato la seconda prova.                            |                   |                  |
| 27 | L'epoca degli umani 「人間の時代)」 - Ningen no jidai | 15 marzo 2024     | 12 aprile 2024   |
| 27 | Frieren, pur credendo che sia meglio buttare via il bastone rotto di Fern, sapendo quanto la ragazza ci tiene, decide di andare da Richter e chiedergli di farlo riparare. Lui, dopo un iniziale rifiuto decide di assecondare l'elfa permettendo così alla maga di dimostrare ancora una volta l'impegno messo nel cercare di sopperire alla propria mancanza di empatia. Serie decide di occuparsi lei stessa della terza e ultima prova per mago di prima classe, organizzando un colloquio; di solito era invece condotta dall'anziano esaminatore Lernen, suo allievo. La maga leggendaria sceglie chi promuovere o bocciare sulla base del proprio istinto infallibile. Frieren viene bocciata perché non riesce ad immaginare di diventare maga di prima classe credendo che l'altra elfa non la voglia promuovere e perché, a parere di Serie, la magia preferita di Frieren, quella di creare un campo fiorito è inutile. Proprio quella magia, però, è stata il motivo per cui Himmel scelse Frieren come maga della sua compagnia. Infatti il ragazzo, da piccolo, una volta si perse nel bosco. Lì venne aiutato da Frieren che fece nascere per lui fiori con la magia. A parere di Frieren è iniziata "l'epoca degli umani", infatti Fern nota per prima le fluttuazioni del potere magico di Serie venendo così promossa. L'esaminatrice addirittura le propone di diventare sua apprendista, ma la ragazza rifiuta affermando di essere l'allieva di Frieren.    |                   |                  |
| 28 | Quando ci rivedremo sarebbe imbarazzante 「また会ったら恥ずかしいだろうな」 - Mata attara hazukashīdarou na | 22 marzo 2024     | 19 aprile 2024   |
| 28 | Serie promuove a mago di prima classe anche Denken, Übel, Land, Wirbel e Methode, ciascuno per aspetti del proprio carattere o per il loro atteggiamento che hanno attirato la sua attenzione. Più tardi Fern, Stark, Laufen e Denken, grande ammiratore di Frieren, mangiano dolci insieme. Lì il vecchio mago imperiale racconta di essere diventato mago in cerca di potere e che però al momento della morte prematura della moglie, figlia di un nobile di frontiera, non ne aveva ancora abbastanza. Nel frattempo Frieren parla con Wirbel che le spiega di essere diventato mago cercando di seguire l'esempio di Himmel che durante la sua vita ha sempre aiutato le persone, anche con piccoli favori, non potendo evitare di farlo. L'eroe aveva infatti sostenuto con piccole azioni il villaggio di Wirbel senza le quali, probabilmente, sarebbe stato distrutto completamente a causa dell'attacco dei demoni sopravvissuti. Durante la cerimonia di consegna del Privilegio da parte di Serie, Frieren viene attaccata da Lernen, allievo della maga leggendaria, anche se poi, l'elfa lo convince che non ce n'è bisogno. L'anziano mago, infatti, voleva essere ricordato così da non far scomparire, al momento della propria morte, un'ulteriore prova dell'esistenza di Serie. Quest'ultima, nonostante dimostri il contrario, vuole bene ai propri allievi, sia presenti che passati, e si ricorda il volto, la personalità e la magia preferita di tutti. |                   |                  |

## Accoglienza

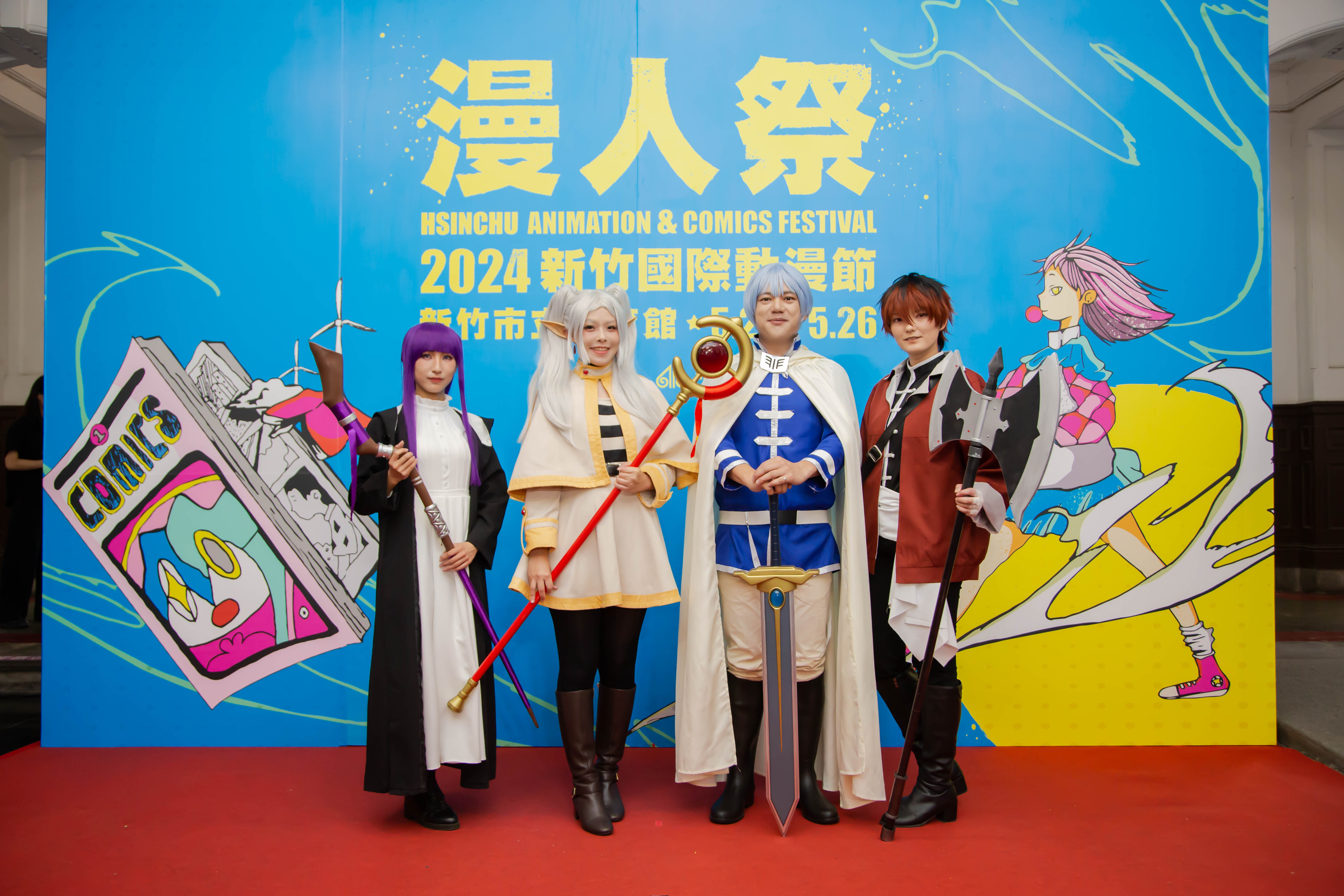
Cosplayer di Fern, Frieren, Himmel e Stark

A marzo 2021 Frieren - Oltre la fine del viaggio aveva oltre 2 milioni di copie in circolazione; oltre 5.6 milioni a febbraio 2022 oltre 6 milioni a giugno dello stesso anno; oltre 7,2 milioni di copie in circolazione a settembre 2022 oltre 8 milioni di copie a marzo 2023; oltre 10 milioni di copie a settembre 2023; oltre 17 milioni di copie a dicembre 2023 e oltre 20 milioni di copie a marzo 2024.
Nel 2021 l'opera è stata candidata per il 25º Premio culturale Osamu Tezuka, per il 45º Premio Kodansha per i manga nella categoria shōnen, e ha vinto il 14° Manga Taishō. Il manga si è inoltre classificato secondo nell'elenco dei migliori manga del 2021 per lettori di sesso maschile stilato dal manuale Kono manga ga sugoi! di Takarajimasha e al secondo posto nella classifica dei fumetti consigliati dai dipendenti della libreria nazionale del 2021 dal sito web Honya Club. È stato candidato per il Next Manga Award 2021 nella categoria stampa e si è classificato 3° su 50 candidati. Nel 2024 Frieren - Oltre la fine del viaggio occupa la prima posizione nella classifica degli anime più popolari su MyAnimeList.
Rebecca Silverman di Anime News Network ha dato al primo volume un A-. Silverman ha elogiato il concetto di Frieren che sopravvive rispetto ai suoi compagni ed è costretta a vivere con una comprensione del mondo umano e delle sue stesse emozioni, definendolo una "interpretazione interessante del genere fantasy". Silverman, tuttavia, ha commentato che i disegni non sono "del tutto all'altezza dei compiti emotivi della storia" e che l'apprendista di Frieren, Fern, "manca di personalità".